# Piccadilly Circus
Piccadilly Circus je dopravní uzel a náměstí v Londýně, v obvodu Westminster.

## Vymezení
Bylo vybudováno v roce 1819 pro spojení Regent Street s obchodní ulicí Piccadilly (slovo circus je míněno ve významu kruhové veřejné prostranství u dopravní křižovatky). V současné době spojuje divadla na Shaftesbury Avenue, Haymarket, Coventry Street (směrem na Leicester Square) a Glasshouse Street. Sousedství s hlavními nákupními a zábavními oblastmi, centrální pozice v srdci West Endu a status hlavní dopravní křižovatky činí z Piccadilly Circus místo schůzek a turisticky přitažlivou atrakci.
Je věhlasné pro velké neónové reklamy upevněné na rozích budov na jeho severní straně, Shaftesbury Memorial Fountain a sochu známou jako Eros (oficiální označení Anděl křesťanské charity, ve zkratce Agape). Je obklopeno několika významnými stavbami včetně London Pavilion a divadlem Criterion. Přímo pod ním je stanice metra Piccadilly Circus.

## Historie

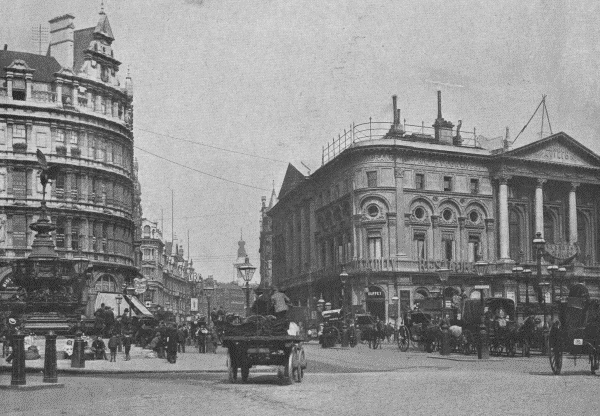
Piccadilly Circus v roce 1896. Pohled směrem na Leicester Square. Na pravé straně je London Pavillion, na levé Shaftesbury Memorial Fountain.

Piccadilly Circus je spojeno s ulicí Piccadilly, hlavní třídou, jež je poprvé zmiňována v roce 1626 jako Piccadilly Hall, pojmenovaná po domu patřícímu Robertu Bakerovi, krejčímu známému prodejem piccadill, což bylo označení pro různé druhy límců. Ulice byla od roku 1692 známá jako Portugal Street, pojmenovaná na poctu manželky Karla II., Kateřiny z Braganza ale od roku 1743 se vžilo pojmenování Piccadilly.
Piccadilly Circus bylo vytvořeno roku 1819 jako spojnice s Regent Street, která začaly být budována podle plánů Johna Nashe na území patřícím lady Huttonové. Původně kruhový tvar Piccadilly Circus se změnil v roce 1886 po dokončení Shaftesbury Avenue.
Stanice metra Piccadilly Circus byla zprovozněna 10. března 1906 na trase Bakerloo a na trase Piccadilly v prosinci téhož roku. V roce 1928 prošla tato stanice výraznou rekonstrukcí a rozšířením aby bylo možno zvládat narůstající počet cestujících.
První elektronické reklamy se zde objevily v roce 1910 a od roku 1923 byly elektronické billboardy instalovány na London Pavilion. Dopravní semafory byly na křižovatkách zavedeny 3. srpna 1926.

## Zajímavosti

### Neónové reklamy

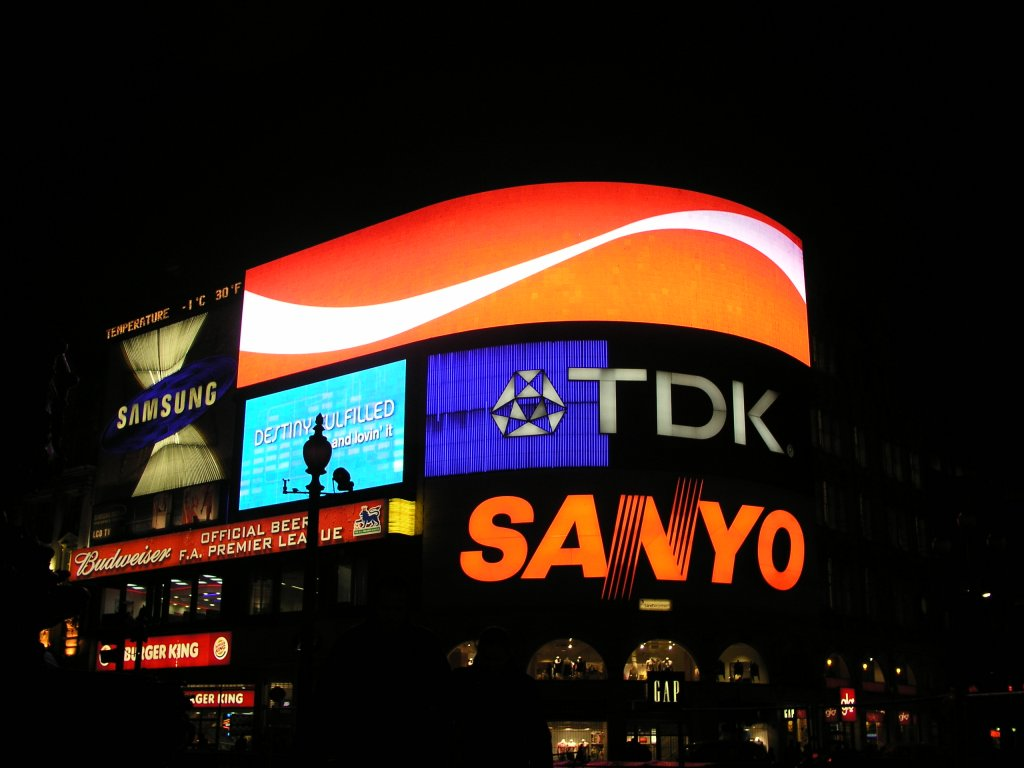
Noční pohled na reklamy na Piccadilly Circus

Piccadilly Circus bývalo obklopeno světelnými reklamními tabulemi upevněnými na budovách od počátku 20. století, ale nyní jsou tyto světelné reklamy pouze na jedné budově, na severozápadním rohu mezi Shaftesbury Avenue a Glasshouse Street. Toto území není pojmenováno (používá se pro ně občas označení Monico podle Café Monico, které zde původně sídlilo) a jeho vlastníkem je od 70. let 20. století společnost Land Securities Group.
Původní světelné reklamy používaly zářivky a později byly nahrazeny neónovými lampami a pohyblivými světelnými obrazci. Ještě později byly používány digitální projektory a na počátku roku 2000 LED displeje. Počet světelných reklam však postupně klesal z důvodů zvyšujících se nákladů.
V roce 2005 zůstalo pouze pět světelných reklamních panelů nad třemi obytnými domy na severní straně Piccadilly Circus. V září 2003 společnost Coca-Cola nahradila svůj původní reklamní panel a v současnosti jej používá společnost Nescafé. Pod reklamou společnosti Coca-Cola jsou umístěny reklamy společností Sanyo, TDK a McDonald's. Na levé straně je reklamní LED panel společnosti Sanyo.

### Shaftesbury Memorial a Eros

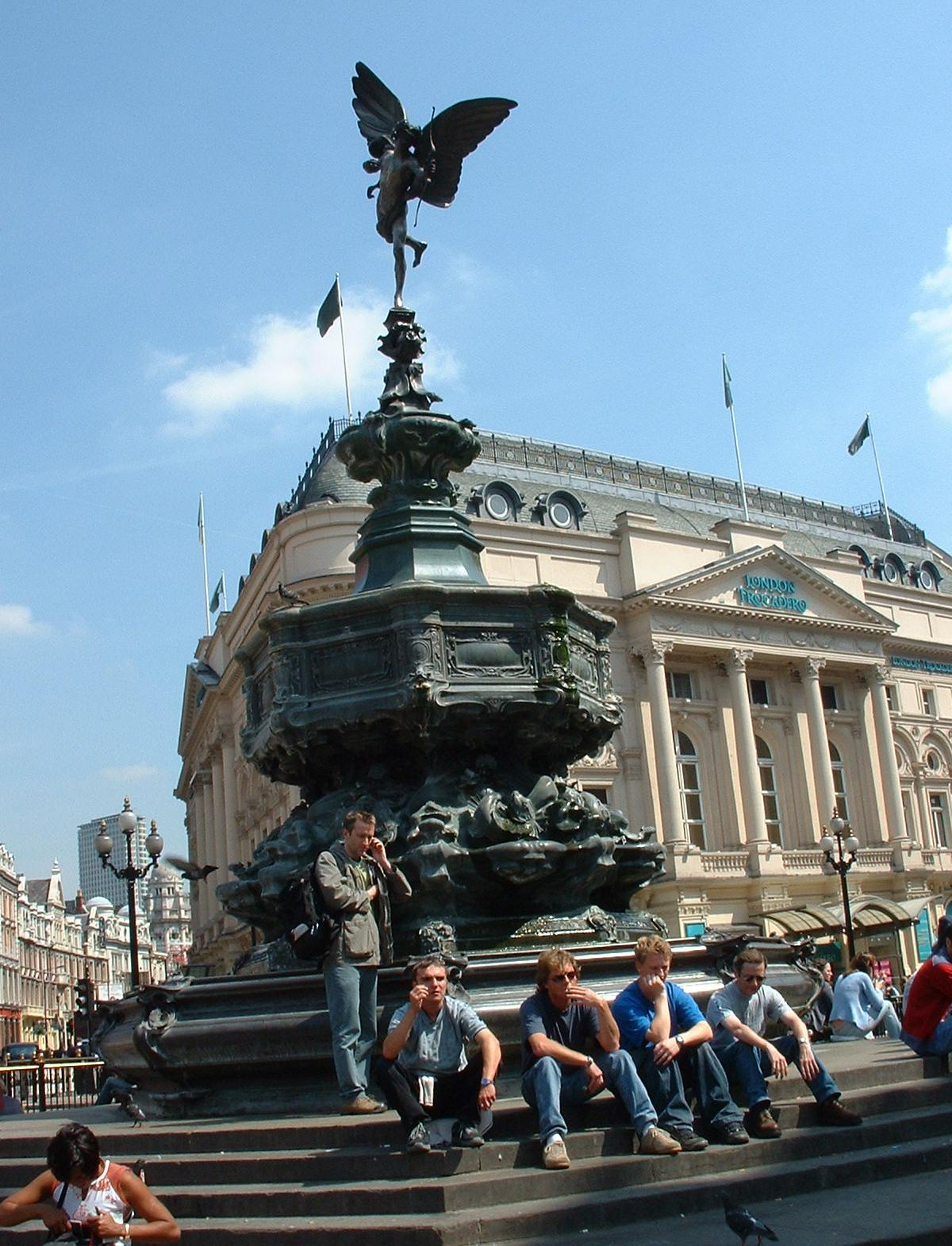
Shaftesbury Memorial Fountain

Shaftesbury Memorial Fountain byla na Piccadilly postavena v letech 1893 – 1893 jako památka na dobročinnou práci Antonyho Ashley Coopera, 7 hraběte ze Shaftesbury. Na vrcholu památníku je okřídlená socha nahého Alfreda Gilberta, oficiálně označovaná Anděl křesťanské charity, všeobecně známá jako Eros, podle mytologického řeckého boha lásky. Ve skutečnosti se však jedná o sochu jeho bratra Antera. Socha anděla byla první sochou vyrobenou z hliníku.
Stala se londýnskou ikonou a je použita jako symbol novin Evening Standard.
V průběhu druhé světové války byla socha na vrcholu památníku z bezpečnostních důvodů odstraněna a nahrazena reklamní tabulí. Socha byla vrácena zpět v roce 1948. Při rozsáhlé rekonstrukci tohoto území v roce 80. letech 20. století byla celá fontána přemístěná ze svého původního umístění v centru křižovatky na začátku Shaftesbury Avenue na jihozápad, kde stojí dodnes.

### Divadlo Criterion

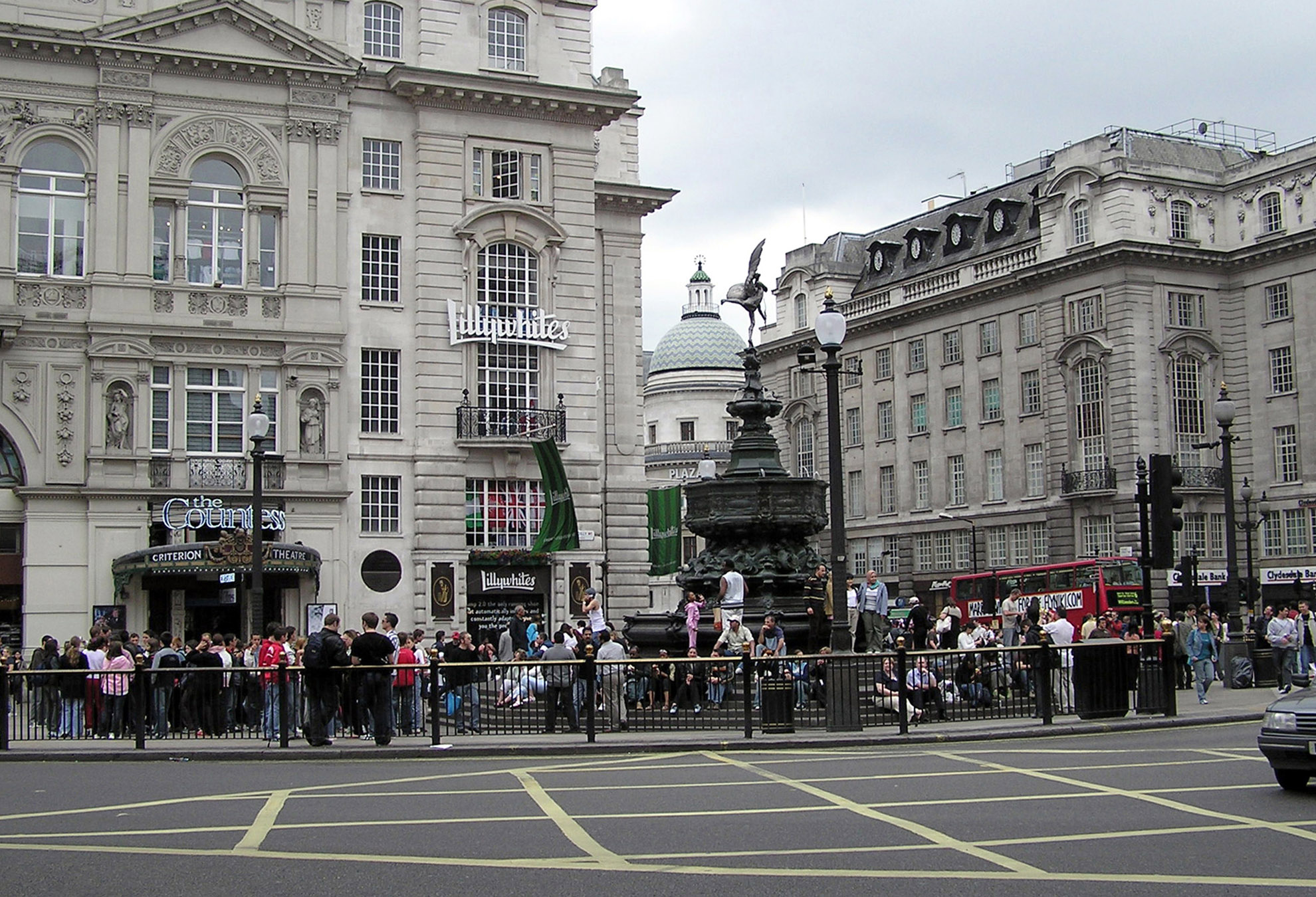
Eros a divadlo Criterion.

Budova divadla Criterion stojí na jižní straně Piccadilly Circus. S výjimkou prodejny vstupenek je celé divadlo, s kapacitou 600 diváků, umístěno pod zemí. Na podepření stropu šaten i jeviště jsou použity masivní sloupy, takže z mnoha sedadel není vidět na jeviště.
Divadlo navrhoval Tomas Verity a bylo otevřeno 21. března 1874 (původní záměr předpokládal jeho využití jako koncertní síně). V roce 1883 byla provedena jeho rekonstrukce doplněním kvalitnější ventilace a záměna původního plynového osvětlení za elektrické. Další výrazná rekonstrukce proběhla v roce 1989 a znovu otevřeno bylo v říjnu 1992.

### London Pavilion

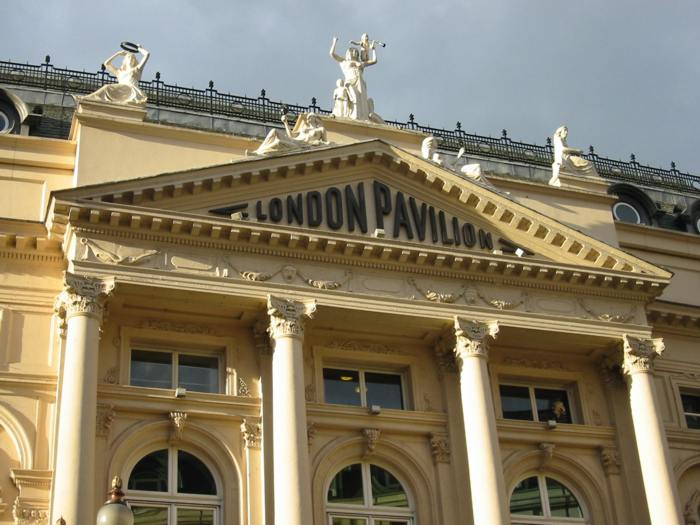
London Pavillion

Na severovýchodní straně Piccadilly Circus, na rohu mezi Shaftesbury Avenue a Coventry Street se nachází London Pavilion. První budova tohoto jména byla postavena v roce 1859 a byla používána jako koncertní hala. V roce 1885, kdy byla vybudována Shaftesbury Avenue, která vedla napříč místem, kde stál původní Pavillion. Později byl Pavilion znovu postaven a jeho použití jako hudební hala bylo zachováno.
V roce 1934 prošla budova výraznou rekonstrukcí a byla upravena na kino. V roce 1986 proběhla další výrazná rekonstrukce se zachováním původní fasády z roku 1885 a budova byla upravena na obchodní centrum. V roce 2000 byla budova spojena se sousedním Trocadero Centre a budova byla přejmenována na London Trocadero. Podzemí stavby je spojeno se stanicí metra Piccadilly Circus.

### Hlavní obchodní domy
Původní hlavní obchodní středisko společnosti Tower Records, nyní převzaté společností Virgin Megastore se nachází na Piccadilly číslo 1, na západní straně mezi Regent Street a Piccadilly naproti Piccadilly Circus. V podzemí budovy existuje přímý výstup do stanice metra. Konkurenční společnost HMV provozuje obchod v London Trocadero.
Na jižní straně nedaleko od Shaftesbury fountain, již od roku 1925, se nachází prodejna významného prodejce sportovních potřeb Lillywhites.